# آلبرتو آسکولی
آلبرتو آسکولی (انگلیسی: Alberto Ascoli; ۱۵ اوت ۱۸۷۷ – ۲۸ سپتامبر ۱۹۵۷) بیوشیمی‌دان، پزشک، و آسیب‌شناس اهل ایتالیا بود.